# Preprodukcja
Preprodukcja – etap produkcji filmu poprzedzający okres zdjęciowy. Czas ten poświęcony jest na zaczerpnięcie pomysłu do chwili akceptacji scenariusza.
W okresie preprodukcji prowadzone są prace przygotowawcze polegające m.in. na:
- Dokumentowaniu tematu
- Pozyskaniu funduszy na realizację filmu
- Kalkulacjach kosztów produkcji
- Podpisaniu wstępnych kontraktów
- Prowadzone są także prace związane z pisaniem scenariusza (synopsisu).
- Wybraniu lokacji
- Określeniu tytułu filmu
- Zatrudnieniu realizatorów
- Określeniu terminu rozpoczęcia i zakończenia zdjęć.